# Lányi Gusztáv
Lányi Gusztáv (1951–) magyar szociálpszichológus, az ELTE Társadalomtudományi Karán a szociálpszichológia tanszék docense.

## Munkássága

### Tudományos fokozatai
1990 - CSc

#### Munkahelyei
- 2000 ELTE ÁJK  Politikatudományi Intézet
- 1997 PPKE BTK  Szociológiai Intézet
- 1993 Miskolci  Egyetem Bölcsészettudományi Intézet
- 1978 ELTE TáTK  Társadalmi Kapcsolatok Intézet

## Kutatási területei
- személyiség és politikai kultúra (történelmi szociálpszichológiai és politikai pszichológiai összefüggésekben[1]
- magyar pszichológiatörténet – magyar eszmetörténet (tudásszociológiai alapokon)[1]

## Művei
- Lányi Gusztáv (szerk.) 1996, Politikai pszichológia. Szöveggyűjtemény. Balassi Kiadó, ELTE Szociológiai Intézet, Budapest
- Lányi Gusztáv  2001, Rendszerváltozás és politikai pszichológia. Politikai pszichológiai tanulmányok. Rejtjel Kiadó, Bp.
- Lányi Gusztáv 2005, Politikai pszichológia – Politikai magatartásvizsgálatok. Jószöveg Műhely Kiadó, Bp.
- Lányi Gusztáv (szerk.) 2006, Politika pszichológiai tükörben. Magyarország: 1990-2005. Jószöveg Műhely Kiadó, Bp.
- Lányi Gusztáv  2001, Lélek(tan) és politika. Bevezetés a politikai pszichológiába, Bp.
- Lányi Gusztáv (szerk.) 2011, Ranschburg Pál és a magyar pszichológia, Bp.
- Bodor Péter; Pléh Csaba; Lányi Gusztáv (szerk) 1998, Önarckép háttérrel, Bp.
- Lányi Gusztáv 1997, Politikai pszichológia és politikatudomány, MTA Politikai Tudományok Intézete. Etnoregionális Kutatóközpont, Bp.